# Príncipe do senado
Príncipe do senado (em latim: princeps senatus) era um título da República Romana aplicado a aquele que aparecia primeiro na lista do senado romano compilada pelos censores. Era conferido a um homem de origem patrícia e membro do senado, que se distinguisse e cuja vida e moral fossem incorruptíveis. Podia ser vitalício e era reconsiderado na ocasião da posse de novos censores, ou seja, de cinco em cinco anos. O título podia ser meramente honorífico e não oficial, sendo atribuído a um homem de destaque no seio da política ou bravura.
Além de grande dignidade, o posto conferia ao titular o privilégio de falar primeiro em qualquer moção no senado e, uma vez que havia pouco debate, o príncipe do senado moveu todas as consultas senatoriais (senatus consulta) costumeiras e influenciou muitos debates. Foi abolido durante a ditadura Sula, pois o mesmo não queria um senador com tal poder, e revivido sob Augusto em 28 a.C., que atribuiu a si mesmo quando revisou a lista de senadores. Os sucessores de Augusto tomaram-o como uma questão de curso. O título foi abandonado durante o reinado de Diocleciano (r. 284–305) e foi revivido durante o Império Carolíngio, que passou a ser conferido quando se pretendia honrar e destacar algum personagem.